# Sōji-ji
Sōji-ji (jap. 總持寺; dosł. „Klasztor Wzajemnego Wspierania się”) – klasztor szkoły zen tradycji sōtō istniejący pod tą nazwą od 1321 na półwyspie Noto, a obecnie znajdujący się w rejonie miasta Jokohama. Jeden z dwu głównych klasztorów szkoły sōtō (daihonzan (jap. 大本山)), będący główną świątynią największej sieci klasztorów i świątyń przewyższającej sieć Eihei-ji kilkukrotnie.